# (90533) Laurentblind
(90533) Laurentblind, provisorische Bezeichnung 2004 FB29, ist ein Asteroid und Kleinplanet des mittleren Asteroiden-Hauptgürtels, der am 28. März 2004 von der französischen Amateurastronomin Claudine Rinner am Observatorium von Ottmarsheim entdeckt wurde.

## Name
(90533) Laurentblind erhielt nach seiner Entdeckung zunächst die provisorische Bezeichnung 2004 FB29. Später wurde er nach Laurent Blind benannt. Laurent Blind wurde 1965 geboren. Er war langjähriger Freund von Claudine Rinner. Seine Kenntnisse auf dem Gebiet der EDV halfen ihr, ihr Observatorium zu automatisieren und fernzusteuern.

## Umlaufbahn
(90533) Laurentblind umkreist die Sonne in einer Entfernung von 2,507 bis 2,88 AE alle 4,42 Jahre einmal. Seine Umlaufbahn hat eine Exzentrizität von 0,0689 bezogen auf die Große Halbachse von 2,693 AE und eine Bahnneigung von 5,60 Grad bezogen auf die Ekliptik.

## Familie
(90533) Laurentblind gehört keiner Familie an.

## Spektraltyp
(90533) Laurentblind wird entsprechend der Taxonomie des Sloan Digital Sky Survey der Spektralklasse C zugeordnet. Diese Spektralklasse entspricht einer kohlen- oder kohlenstoffartigen (das C steht für Kohlenstoff), dunklen Oberfläche mit einer Albedo um 0,05.

## Durchmesser und Albedo
(90533) Laurentblind hat einen Durchmesser von 2,868 Kilometer und eine Albedo von 0,163.

## Beobachtungen
(90533) Laurentblind wurde bereits vor seiner Entdeckung seit 2000 von Lowell Observatory-LONEOS (LONEOS) (699), Lincoln Laboratory ETS, New Mexico (ETS = Experimental Test Site) (704), Haleakala-AMOS (608), Valmeca Observatory, Puimichel, Frankreich (184), Catalina Sky Survey, Tucson, AZ (703) beobachtet. Seit seiner Entdeckung gab und gibt es weitere Beobachtungen durch die genannten Observatorien und durch Ottmarsheim (224), Palomar Mountain/NEAT (644), Mount Lemmon Survey, Mount Lemmon, Arizona (G96), Steward Observatory, Kitt Peak-Spacewatch (691), OAM Observatory, La Sagra, Spanien  (J75), Siding Spring Survey (E12), WISE (C51), Purple Mountain Observatory, Xuyi Station (D29), Pan-STARRS 1 Haleakala (F51), Space Surveillance Telescope, Atom Site (G45), ISON-NM Observatory, Mayhill, NM (H15), Oukaimeden Observatory (J43), MASTER-IAC Observatory, Tenerife (Z22), ATLAS-HKO, Haleakala (T05), ESA Optical Ground Station, Teneriffa (J04), ATLAS-MLO, Mauna Loa (T08), Pan-STARRS 2 Haleakala (F52), Palomar Mountain--PTF (I41).